# Moritz von Bock

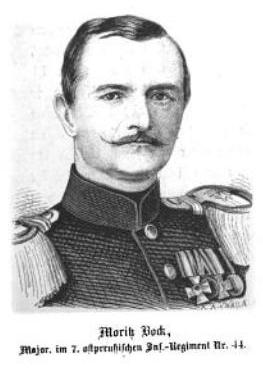
Moritz Karl Albert Bock (1828–1897)

Moritz Karl Albert Bock, ab 1873 von Bock (* 15. Januar 1828 in Koblenz; † 16. April 1897 in Charlottenburg) war ein preußischer Generalmajor und Kommandant von Torgau.

## Leben

### Herkunft
Sein Großvater Friedrich Bock diente als Regimentsquartiermeister im preußischen Kürassierregiment „von Heising“. Moritz war ein Sohn des preußischen Majors und 2. Kommandanten von Magdeburg Friedrich Bock (1780–1838) und dessen Ehefrau Albertine, geborene Hérault de Hautcharmoy (1800–1876).

### Militärkarriere
Nach dem Tod seines Vaters besuchte Bock die Kadettenhäuser in Potsdam und Berlin. Anschließend wurde er am 4. Juli 1844 mit Patent vom 15. Januar 1845 als Sekondeleutnant dem 29. Infanterie-Regiment der Preußischen Armee überwiesen. Im Jahr 1849 nahm er während der Niederschlagung der Badischen Revolution an den Gefechten bei Ubstadt und Michelbach teil. Im April/Mai 1850 war er zur Gewehrfabrik nach Sömmerda und von Februar 1852 bis April 1853 zum 8. kombinierten Reserve-Bataillon kommandiert. Mitte Mai 1856 avancierte Bock zum Adjutanten des Füsilier-Bataillon und stieg in dieser Eigenschaft Ende Mai 1857 zum Premierleutnant auf. Für drei Monate war er ab Mitte März 1858 als Kompanieführer zum II. Bataillon im 29. Landwehr-Regiment nach Andernach kommandiert. Bock wurde Ende März 1859 Hauptmann und war über die Mobilmachung anlässlich des Sardinischen Krieges hinaus erneut zum 29. Landwehr-Regiment kommandiert. Aus dessen Stamm bildete sich bei der Heereserweiterung Anfang Juli 1860 das 7. Rheinische Infanterie-Regiment Nr. 69 und Bock wurde nach seiner Versetzung hierher am 13. November 1860 zum Kompaniechef ernannt. In gleicher Eigenschaft erfolgte am 3. April seine Versetzung in das 3. Westfälische Infanterie-Regiment, mit dem er sich 1866 im Krieg gegen Österreich an den Schlachten bei Münchengrätz und Königgrätz beteiligte. Für sein tapferes Verhalten bekam er am 20. September 1866 eine Belobigung.
Unter Beförderung zum Major wurde Bock am 10. August 1868 seinem Regiment aggregiert und Mitte Februar 1869 in das 7. Ostpreußische Infanterie-Regiments Nr. 44 versetzt. Während des Krieges gegen Frankreich erhielt er 27. Juli 1870 das Kommando über das II. Bataillon, wurde in der Schlacht bei Colombey durch einen Gewehrschuss in den linken Fuß verwundet und nahm an der Belagerung von Metz teil. Ab dem 27. November 1870 war Bock Führer seines Regiments. Er führte diesen Verband bei Amiens und an der Hallue sowie vor Péronne. Bei Saint-Quentin erlitt er eine Verwundung durch einen Schuss in den linken Arm und gab daraufhin die Regimentsführung ab. Ausgezeichnet mit beiden Klassen des Eisernen Kreuzes war er nach dem Friedensschluss im August 1871 nochmals kurzzeitig Führer des 7. Ostpreußischen Infanterie-Regiments Nr. 44.
In Würdigung seiner Verdienste erhob ihn Kaiser Wilhelm I. am 19. Januar 1873 in den erblichen preußischen Adelsstand. Bis Ende März 1876 stieg Bock zum Oberst auf und wurde am 18. Mai 1876 als Kommandeur des 5. Brandenburgischen infanterie-Regiments Nr. 48 nach Küstrin versetzt. Infolge seiner während des Krieges gegen Frankreich erlittenen Verwundungen trat bei Bock ein Nervenleiden auf, dass sich lähmend auf die Gliedmaßen auswirkte. Trotz eines längeren Urlaubs in Bad Gastein und an der Nordsee war er nicht mehr feldverwendungsfähig. Daher wurde er am 15. Dezember 1881 unter Stellung à la suite seines Regiments zum Kommandanten von Torgau ernannt. Er erhielt am 13. September 1882 den Charakter als Generalmajor und wurde am 10. Mai 1884 unter Verleihung des Roten Adlerorden II. Klasse mit Eichenlaub und mit einer Pension aus dem Dienst verabschiedet.
Am 25. Jahrestag der Schlacht bei Saint-Quentin würdigte ihn Kaiser Wilhelm II. durch die Verleihung des Sterns zum Kronen-Orden II. Klasse. Er starb am 16. April 1897 in Charlottenburg und wurde drei Tage später auf dem Invalidenfriedhof beigesetzt.
In seiner Beurteilung von 1872 schrieb der Generalleutnant von Tresckow: „Der Major Bock ist ein Stabsoffizier, der das Niveau des gewöhnlichen überschreitet, der durch sein ganzes Wesen gut auf das Offizierskorps einwirkt. Er versieht seinen Dienst und gibt sich demselben mit Pflichttreue hin.“

### Familie
Bock heiratete am 19. Oktober 1873 in Graudenz Olga von Falkenhayn (1851–1919); auch sie wurde auf dem Invalidenfriedhof beigesetzt. Das Paar hatte mehrere Kinder:
- Franz-Karl (* 1876), Oberstleutnant
- Fedor (1880–1945), deutscher Generalfeldmarschall

⚭ Mally von Reichenbach (1887–1910)
⚭ Wilhelmine von Boddien (1893–1945)